# Gëzim Hajdinaga
Gëzim Hajdinaga (ur. 2 stycznia 1964 w Ulcinju) – czarnogórski inżynier elektryk i przedsiębiorca, minister ds. ochrony praw grup narodowych i etnicznych, burmistrz Ulcinja w latach 2006-2011. Należy do Demokratycznej Unii Albańczyków od jej założenia w 1993 roku.

## Życiorys
W latach 2006–2011 był burmistrzem Ulcinja.